# ديبورا هوفمان
ديبورا هوفمان (بالإنجليزية: Deborah Hoffmann)‏ هي مونتيرة ومخرجة أمريكية، ولدت في 1 أكتوبر 1947.

## وصلات خارجية
- ديبورا هوفمان على موقع IMDb (الإنجليزية)
- ديبورا هوفمان على موقع ألو سيني (الفرنسية)
- ديبورا هوفمان على موقع أول موفي (الإنجليزية)
- ديبورا هوفمان على موقع قاعدة بيانات الفيلم (الإنجليزية)
- ديبورا هوفمان على موقع كينوبويسك (الروسية)